# Тюбінген (урядовий округ)
Урядовий округ Тюбінген (нім. Regierungsbezirk Tübingen) — один із чотирьох урядових округів землі Баден-Вюртемберг в Німеччині. Центром округу є місто Тюбінген.

## Географія
Урядовий округ Тюбінген знаходиться в південно-східній частині Баден-Вюртембергу.
Південна частина округу обмежується Боденським озером, на заході межує з округами Фрайбург та Карлсруе, на півночі — з округом Штутгарт. Сучасні межі округу були сформовані під час адміністративної реформи 1 січня 1973 року.

## Історія
Урядовий округ Тюбінген був утворений разом із південно-західною країною Баден-Вюртемберг в 1952 році. Орган влади округу відповідав за південну частину країни Вюртемберг, а також зачастину колишніх прусських земель і відповідно за колишню федеральну землю Вюртемберг-Хоенцоллерн, яка сформувалась після Другої світової війни із французької окупаційної зони. Тому округ називався «Урядовий округ південний Вюртемберг-Хоенцоллерн» (нім. Regierungsbezirk Südwürttemberg-Hohenzollern).
При адміністративній реформі, яка набула чинності з 1 січня 1973 року, компетенція уряду округу Тюбінген розповсюдилась на деякі баденські області.

## Демографія
Густота населення в окрузі становить 203 чол./км² (дані 30 червня 2008 р.)
| Рік             | Населення |
| --------------- | --------- |
| 31. грудня 1973 | 1.482.535 |
| 31. грудня 1975 | 1.476.938 |
| 31. грудня 1980 | 1.511.453 |
| 31. грудня 1985 | 1.523.790 |
| 27. травня 1987 | 1.530.045 |

| Рік              | Населення |
| ---------------- | --------- |
| 31. грудня 1990  | 1.628.608 |
| 31. грудня 1995  | 1.725.584 |
| 31. грудня 2000  | 1.767.013 |
| 31. грудня 2005  | 1.805.146 |
| 31. березня 2006 | 1.804.553 |

## Управління
Вищим органом управління округу є уряд (нім. Regierungspräsidium), розташований в Тюбінгені.
Президенти округу з 1973 року:
- 1973—1975: Гансйорг Маузер (Hansjörg Mauser)
- 1975—1997: Макс Ґьоґлер (Max Gögler)
- 1997 — липень 2006: Губерт Вікер (Hubert Wicker)
- з липня 2006: Германн Штрампфер (Hermann Strampfer)

## Склад
- 3 регіони
- 8 районів та одне вільне місто

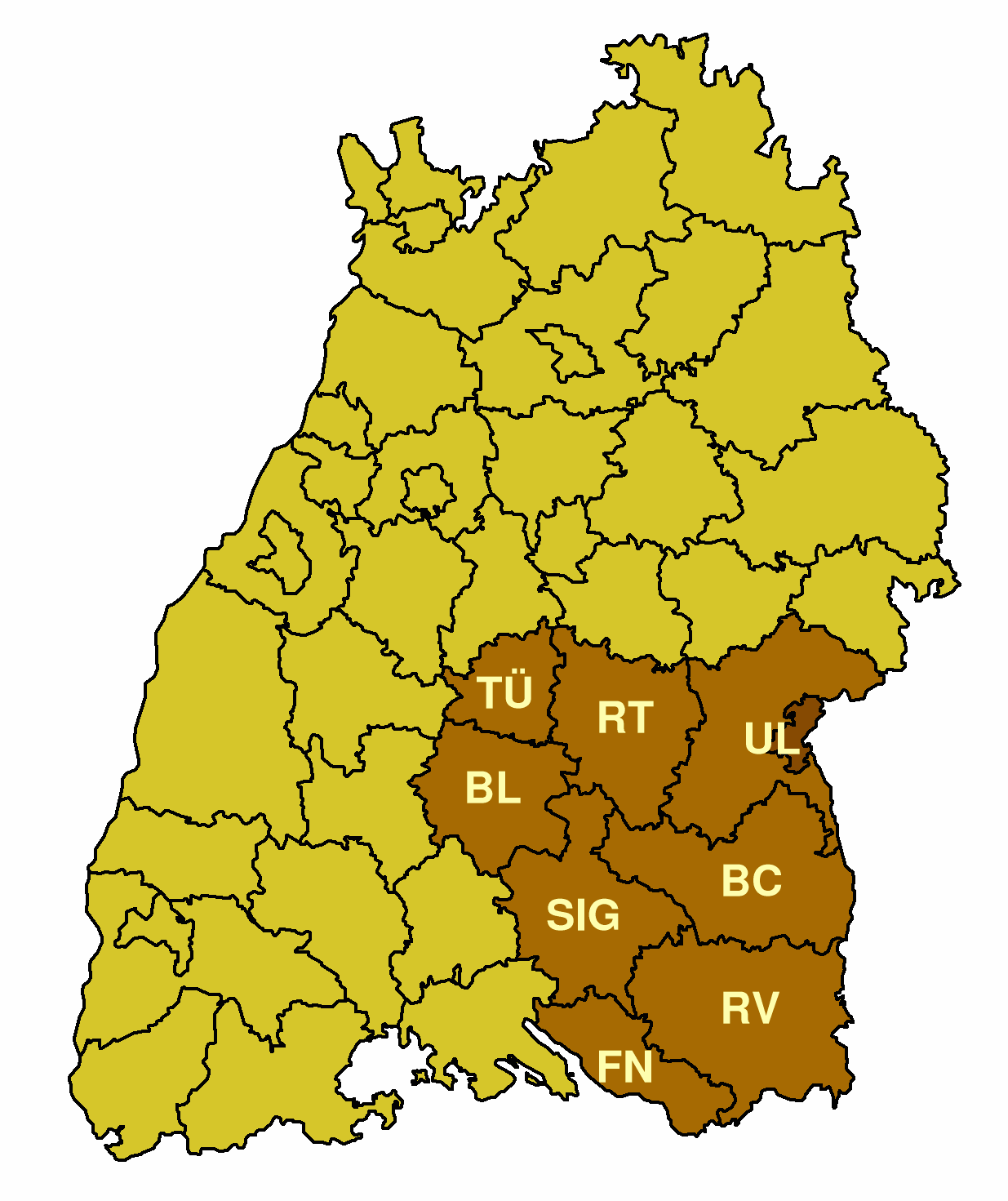
Розташування округу Тюблінген на карті Баден-Вюртембергу

- 255 муніципалітетів (включаючи одну немуніципальну територію), в тому числі 15 міст районного значення[3]

До складу округу входять такі регіони:
Neckar-Alb
Ройтлінген (RT)
Тюбінген (TÜ)
Цоллернальб (BL)
Bodensee-Oberschwaben
Бодензее (FN)
Зігмарінген (SIG)
Равенсбург (RV)
Donau-Iller (частково знаходиться в Баварії)
вільне місто Ульм (UL)
Альб-Дунай (UL)
Біберах (BC)
15 міст районного значення:
- Альбштадт (Albstadt)
- Балінген (Balingen)
- Біберах-на-Рісі (Biberach an der Riß)
- Вайнгартен (Вюртемберг) (Weingarten (Württemberg))
- Ванген (Альгой) (Wangen im Allgäu)
- Ехінген (Дунай) (Ehingen (Donau))
- Лойткірх (Альгой) (Leutkirch im Allgäu)
- Мессінген (Mössingen)
- Метцінген (Metzingen)
- Равенсбург (Ravensburg)
- Ройтлінген (Reutlingen)
- Роттенбург-на-Неккарі (Rottenburg am Neckar)
- Тюбінген (Tübgen)
- Фрідріхсгафен (Friedrichshafen)
- Юберлінген (Überlingen)